# Gamma Sextantis
Gamma Sextantis (γ Sextantis, förkortat Gamma Sex, γ Sex), som är stjärnans Bayer-beteckning, är en trippelstjärna i den sydvästra delen av stjärnbilden Sextanten. Den har en kombinerad skenbar magnitud på +5,05 och är svagt synlig för blotta ögat där ljusföroreningar ej förekommer. Baserat på parallaxmätningar i Hipparcos-uppdraget på ca 11,8 mas beräknas den befinna sig på ca 280 ljusårs (85 parsek) avstånd från solen.

## Egenskaper
Primärstjärnan Gamma Sextantis A är en blå till vit stjärna i huvudserien av spektralklass A0/1 V. Den har en massa som är ca 2,6 gånger solens massa, en radie som är ca 3 gånger större än solens och utsänder ca 57 gånger mera energi än solen från dess fotosfär vid en effektiv temperatur på ca 9 800 K.
Primärstjärnan och följeslagaren Gamma Sextantis B  kretsar kring varandra med en period på 77,55 år och en hög excentricitet på 0,691. Omloppsplanet lutar med 145,1° mot siktlinjen från jorden. Följeslagaren är en stjärna av spektralklass A4 V och en skenbar magnitud av 6,0. Det finns ytterligare en följeslagare, Gamma Sextantis C, av magnitud 12,28  med en vinkelseparation på 36,9 bågsekunder vid en positionsvinkel av 333°, år 2000. Separationen har ökat från 30,0 bågsekunder år 1834 och stjärnans egenrörelse skiljer sig från den hos Gamma Sextantis A/B.